# أمبر فالي (دائرة انتخابية في المملكة المتحدة)
أمبر فالي (بالإنجليزية: Amber Valley)‏ هي إحدى الدوائر الانتخابية في المملكة المتحدة الممثلة في مجلس العموم في برلمان المملكة المتحدة.
عضو البرلمان الذي يمثلها حالياً هو :Judy Mallaber (Lab).